# Victoria Libertas Pallacanestro 2013-2014
Questa voce raccoglie le informazioni riguardanti la Victoria Libertas Pallacanestro nelle competizioni ufficiali della stagione 2013-2014.

## Stagione
La stagione 2013-2014 della Victoria Libertas Pallacanestro, senza sponsorizzazione, è la 55ª nel massimo campionato italiano di pallacanestro, la Serie A.

## Roster

### Staff tecnico e dirigenziale
- Allenatore: Sandro Dell'Agnello
- Assistente: Umberto Badioli
- Assistente: Spiro Leka
- Preparatore Atletico: Marzio Balducci
- Medico: Piero Benelli
- Medico: Massimo Mancino
- Fisioterapista: Gianluca Serafini
- Fisioterapista: Roberto Tamburini

- Presidente: Ario Costa
- Presidente Onorario: Valter Scavolini
- Amm.tore Delegato: Andrea Rombaldoni
- Direttore Generale: Ario Costa
- Direttore Sportivo: Stefano Cioppi
- Segreteria: Marilena Battisti
- Rel. esterne e Addetto stampa: Elio Giuliani
- Responsabile Marketing: Enrico Franci
- Resp.le Sito Internet: Elio Giuliani
- Resp.le Statistiche Lega: Roberto Romani

## Mercato
| Arrivi | Arrivi              | Arrivi            | Arrivi        |
| R      | Nome                | da                | Modalità      |
| ------ | ------------------- | ----------------- | ------------- |
| P      | Andrea Pecile       | B.blù Bologna     | definitivo    |
| AC     | Marc Trasolini      | S. Clara Broncos  | definitivo    |
| GA     | Bernardo Musso      | Free agent        | definitivo    |
| C      | O.D. Anosike        | Siena Saints      | definitivo    |
| GA     | Elston Turner       | Texas A&M Aggies  | definitivo    |
| G      | Alvin Young         | Reyer Venezia     | definitivo    |
| AC     | Andrea Bartolucci   | Cestistica Ostuni | definitivo    |
| A      | Davide Cesana       | Stamura Ancona    | fine prestito |
| AG     | Ashley Hamilton     | Loyola M. Lions   | definitivo    |
| ALL    | Sandro Dell'Agnello | Fulgor L. Forlì   | definitivo    |

| Partenze | Partenze          | Partenze          | Partenze       |
| R        | Nome              | a                 | Modalità       |
| -------- | ----------------- | ----------------- | -------------- |
| P        | Torey Thomas      | Aliağa Petkim     | fine contratto |
| GA       | Antwain Barbour   | Mersin BŞB        | fine contratto |
| C        | Sylvere Bryan     | Azzurro Napoli    | fine contratto |
| A        | Lamont Mack       | s.Oliver Baskets  | fine contratto |
| P        | Rok Stipčević     | Tofaş Bursa       | fine contratto |
| PG       | Daniele Cavaliero | Scandone Avellino | fine contratto |
| C        | Andrea Crosariol  | EWE Oldenburg     | fine contratto |
| A        | Simone Flamini    | Kleb Ferrara      | fine contratto |
| AG       | Lorenzo Tortù     | Recanati          | prestito       |
| A        | Davide Cesana     | Pall. Chieti      | fine contratto |
| ALL      | Zare Markovski    | Free agent        | fine contratto |